# Raoul Bova
Raoul Bova Embaixador(a) da boa vontade da FAO (Roma, 14 de Agosto de 1971) é um ator italiano, mais conhecido por seu trabalhos no cinema e televisão dos Estados Unidos, apesar de já ter participado de várias produções italianas. Nascido em uma família abastada, seu pai é um importante funcionário da companhia Alitalia e sua mãe é dona de casa, Raoul estudou educação física e havia se interessado anteriormente pela natação e chegou a participar de vários campeonantos, inclusive de âmbito nacional, e ganhou alguns prêmios nestes. O ator é casado desde 2000 com Chiara Giordano, e juntos eles tem 2 filhos.  porém, mesmo quando era solteiro, sempre tentou deixar a vida pessoal separada do lado profissional, inclusive quando namorou a famosa atriz italiana Romina Mondello. Ele também é um grande amigo de Giorgio Armani e estudou atuação com Michael Margotta. 
O ator ganhou destaque com o filme sucesso de bilheteria O Turista, que arrecadou US$278 milhões mundialmente.

## Filmografia

### Filmes
- 1992 Quando eravamo repressi
- 1992 Una storia italiana como Giuliano Amitrano
- 1992 Il ventre di Maria como Ator
- 1992 Mutande Pazze como Rocco
- 1993 Piccolo Grande Amore como Marco
- 1993 Palermo Milano Solo Andata como Nino DiVenanzio
- 1996 Ninfa Plebea como Pietro
- 1996 La Lupa como Nanni
- 1998 Coppia Omicida como Dario
- 1998 Rewind como Paul Mansart
- 1999 Terra Bruciata como Francesco Loreano
- 1999 Ultimo 2 - La sfida como Roberto Di Stefano
- 2001 Il testimone como Marco Basile
- 2001 I cavalieri che fecero l'impresa como Giacomo di Altogiovanni
- 2001 Francesca e Nunziata como Federico Montorsi
- 2001 Madame De... como Vittorio
- 2002 Missão Perigosa como Marcello / Gianni Carboni
- 2002 Avenging Angelo como Gianni Carboni
- 2002 Francesco como Francesco
- 2003 La Finestra di Fronte como Lorenzo
- 2003 Under the Tuscan Sun como Marcello
- 2004 Ultimo 3 - L'infiltrato como Roberto Di Stefano
- 2004 AVP: Alien Vs. Predator como Sebastian de Rosa
- 2005 Stasera lo faccio como Professor
- 2005 Karol, un uomo diventato Papa como Tomasz Zaleski
- 2006 Attacco allo stato como Diego Marra
- 2007 Nassiryia - Per non dimenticare como Stefano Carboni
- 2007 Io, l'altro como Giuseppe
- 2007 Milano Palermo - Il ritorno como Nino Di Venanzio
- 2008 Scusa ma ti chiamo amore como Alessandro 'Alex' Belli
- 2008 Out of the Night como Franco
- 2008 15 Seconds
- 2008 Aspettando il sole como Enea Chersi
- 2008 Ti stramo como Il dottore
- 2009 Sbirri como Matteo Gatti
- 2009 Baarìa - A Porta do Vento como Roman
- 2009 Scusa ma ti voglio sposare como Alex
- 2010 Dare to Love Me como Gardel
- 2010 Ti presento un amico como Marco Ferretti
- 2010 La nostra vita como Piero
- 2010 O Turista como Conte Filippo Gaggia
- 2011 Immaturi como Giorgio
- 2011 Come un delfino como Alessandro Dominici
- 2011 Nessuno mi può giudicare como Giulio
- 2011 Treasure Guards como Angelo
- 2011 Out of the Night como Franco
- 2015 All Roads Lead to Rome como Luca

### Televisão
- 1995 La piovra 7 - Indagine sulla morte del commissario Cattani como Gianni Breda
- 2000 Distretto di Polizia como Ferdinando
- 2006 What about Brian como Angelo Varzi
- 2007 The Company como Roberto Escalona
- 2009 Intelligence - Servizi & segreti como Marco Tancredi